# Eudactylina dollfusi
Espèce
Synonymes
- Eudactylina spinifera Wilson C.B., 1932[2]

Eudactylina dollfusi est une espèce de crustacés copépodes de la famille des Pandaridae. On le rencontre notamment sur le corps des requins.

## Taxonomie
Cette espèce est parfois nommée sous le taxon invalide de Eudactylina spinifera C. B. Wilson, 1932.